# Commaladera basilewskyi
Commaladera basilewskyi är en skalbaggsart som beskrevs av Frey 1975. Commaladera basilewskyi ingår i släktet Commaladera och familjen Melolonthidae. Inga underarter finns listade i Catalogue of Life.